# Željko Pervan
Željko Pervan (Zagreb, 7. kolovoza 1962.) je hrvatski komičar, scenarist i glumac, najpoznatiji po humorističnoj emisiji Večernja škola.

## Životopis

### Karijera
Pervan je karijeru započeo 1985. na zagrebačkom "Radiju 101". Godine 1989. prelazi na neovisnu televizijsku kuću OTV. Upoznao je Zlatana Zuhrića-Zuhru, s kojim je započeo suradnju na raznim skečevima. Izradio je koncept satiričnog, bezobraznog showa Zločesta djeca gdje je upoznao te se sprijateljio s Vinkom Grubišićem te je nastupao u raznim skečevima, kao što su Rade u bunaru, Ispitivanje Hrvata u Vojvodini, šaljivi glazbeni spot „Servus Zagreb“, sinkronizirani dnevnik i druge emisije ili filmovi (kao na primjer film Ime ruže, razgovor Hloverke i Dražena Budiše)... 
U to vrijeme imao je male nastupe i u humorističnom showu Jel me neko tražio?

#### OTV
Na OTV-u Pervan započinje i humoristični show Večernja škola; u toj spontanoj, većinom improviziranoj emisiji glumio je profesora u večernjoj školi koji je podučavao četiri odrasle osobe: Aljošu, Denisa, Antimona i Tetka (Zlatan Zuhrić-Zuhra, Mladen Horvat, Ahmed El Rahim, Đuro Utješanović) te s njima raspravljao o svijetu i životu. Šale su se zbijale na račun političara, plaća, umirovljenika, Čeha, Slovenije i drugih tema.
Show se odigravao na pozornici ispred publike te je postao jako popularan. Ipak, Pervan se žalio na tretman, loše radne uvjete i neprofesionalnost osoblja. Sredinom 1990-ih degradiran je u običnog zabavljača koji puni raspored termina na OTV-u u emisiji u kojoj je čitao novine i javljao se na telefonske pozive gledatelja koji bi osvajali nagrade. Godine 2002. za OTV je snimio humorističnu seriju Obećana zemlja, u kojoj je glumio Izidora Weissa, poglavara Hrvatske. U 2003. je bio šest mjeseci kolumnist Vjesnika.

#### HRT
Godine 2004. angažman je Pervanu ponudio HRT. Pervan je s oduševljenjem prihvatio te je dobio dvije emisije u kojima je bio voditelj; osim Večernje škole vodio je i kviz Uzmi ili ostavi. Osim boljih produkcijskih uvjeta, dobio je i veću plaću. Nastupio je i kao stand-up komičar u turneji po Hrvatskoj pod nazivom „Božanstvena komedija“. 

#### NOVA TV
Godine 2007. raskinuo je ugovor s HRT-om i prešao na kanal Nova TV, gdje je nastavio voditi Večernju školu. U proljeće, emisija je išla gotovo svakodnevno te je snimana uživo i bez publike, što je prouzročilo Pervanovo iscrpljivanje u ulozi glavnog glumca i voditelja. Tijekom ljeta uslijedila je stanka, no u jesen se nastavilo emitiranje, ali ovog puta samo jednom tjedno, srijedom, što mu je omogućilo poboljšati kvalitetu šala. Ipak, u 2008. je Nova TV ukinula emisiju što je Pervanu omogućilo odmor.
Godine 2006. osvojio je nagradu „Večernjakov Ekran” u kategoriji muška TV osoba - informativni i kulturni sadržaj, za emisiju Večernja škola.

### Pomoć branitelju
U 2008. Pervan je ostao zapažen u medijima zbog humanitarnog čina kojim je pomogao bolesnom hrvatskom branitelju. Srećko Josić, branitelj koji je prošao sva ratišta od Osijeka do Dubrovnika, bolovao je od gangrene i od njega su odustali svi osim obitelji i prijatelja. Sredinom prosinca 2007. nedostajalo je još 80.000 kuna za tretman u Americi. Tada se u cijelu priču uključio Željko Pervan koji je prodao svoj moped i dao mu novac.
"Taj čovjek je prošao sva ratišta, ima dvoje male djece, a sad mu rezuckaju noge malo-pomalo, pa ne mogu mirno gledati takav horor", rekao je Pervan. Na vijestima je vidio prilog o osječkom branitelju koji boluje od gangrene i treba mu 80.000 kuna za liječenje u SAD-u. Ime mu nije zapamtio, ali je već sljedećeg jutra uplatio potrebni iznos.
"Prodao sam motor pa sam imao novac. Nije to ništa posebno".
2009. godine na Hrvatskom radiju krenuo je Pervanov Dnevnik koji se od 2013. prikazuje na RTL2 televiziji te ga se može pratiti u kasnom terminu.

### Privatni život
Pervan je odrastao u Dubravi, a pohađao je i završio srednju strojarsku školu "Nikola Tesla". U intervjuu za Nacional je izjavio da ga je otac nagovorio da ide pohađati strojarstvo, no da je to smatrao potpunim promašajem. Također je izjavio da kao mladić nije nigdje izlazio te da do danas nije probao ni kap piva. Tvrdi da ga alkohol ne privlači ni okusom ni mirisom te da nije pio čak niti kad su mu se kćeri rodile. Porijeklo vuče i iz grada Garešnice u Bjelovarsko-bilogorskoj županiji.
A otac mu je porijeklom iz Omiša, a on sam često ljetuje u Kašteliru, mjestu u Istri.
Oženjen je suprugom Darijom i ima četiri kćeri.

## Filmografija

### Radio
- Pervanov dnevnik kao Želimir Kučina (2009.)[8][9]
- Zločesta djeca

### Televizijske serije
- Oblak u službi zakona kao Nikša (2024.)
- Naknadno kao Miro Kućina (2016.)
- Kud puklo da puklo kao Marko Došen (2014. – 2016.)
- Stipe u gostima kao TV vidovnjak (2013.)
- Najbolje godine kao Đuro (2009. – 2011.)
- Cimmer fraj (2007.)
- Večernja škola kao Profesor Maksimilijan Jure Kučina (2005. – 2006.)
- Obećana zemlja (2002.)
- Jel' me netko tražio? kao Jozo (1991. – 1995.)
- Dosije kao Policajac u civilu (1986.)

### Televizijske emisije
- Pervanov dnevnik kao voditelj Želimir Kučina (2013. – 2014.)
- Zvijezde pjevaju kao natjecatelj (s Majom Blagdan) (2010.)
- Uzmi ili ostavi kao voditelj (2005. – 2006.)
- Mjenjačnica (2005.)
- Večernja škola kao voditelj (1995. – 2008.)

### Sinkronizacija
- Sedmi patuljak kao dvorski tinker (2014.)
- Pčelica Maja kao mrav pukovnik (2014.)
- Blufonci kao uvodni glas na početku svake epizode

## Vanjske poveznice
- Željko Pervan u internetskoj bazi filmova IMDb-u (engl.)
- Dopmagazin – članak o Pervanu  Arhivirana inačica izvorne stranice od 9. svibnja 2007. (Wayback Machine)
- Intervju  Arhivirana inačica izvorne stranice od 17. siječnja 2007. (Wayback Machine)
- Novosti: biografija Željko Pervan[neaktivna poveznica]